# Nulldurchgang (Querneigung)

Schematische Darstellung des Nulldurchgangs im Bereich einer Verwindung

Der Nulldurchgang stellt eine Sonderform der Querneigung im Straßen- und Wegebau dar. Es bezeichnet jenes Querprofil im Bereich einer Verwindung von einer Einseitneigung in die Gegenneigung, bei dem die Querneigung absolut horizontal verläuft und damit null beträgt. Der Nulldurchgang sollte außerhalb von Verwindungsbereichen unbedingt vermieden werden, da im ungünstigsten Fall an dieser Stelle kein Abfluss des Oberflächenwassers stattfindet und damit Aquaplaning auftreten kann. Ein Verwindungsbereich mit Nulldurchgang darf daher nur angelegt werden, wenn das Oberflächenwasser anderweitig abfließen kann (in der Regel das Vorhandensein einer ausreichenden Längsneigung).  